# Niedersachsenpokal 2022/23
Der Niedersachsenpokal 2022/23 ist die 67. Austragung des niedersächsischen Fußball-Verbandspokals der Männer. Zwei Mannschaften qualifizierten sich in getrennten Wettbewerben für die erste Hauptrunde im DFB-Pokal 2023/24, da Niedersachsen zu den drei Landesverbänden mit den meisten Herrenmannschaften im Spielbetrieb gehört und somit zwei Mannschaften in den Vereinspokal entsenden darf.

## Spielmodus
Es werden zwei separate Wettbewerbe ausgespielt. Im einen treten niedersächsische Mannschaften der Drittligasaison 2022/23 sowie der Regionalliga Nord 2022/23 an. Im anderen Wettbewerb treten die Mannschaften der Oberliga Niedersachsen 2022/23 sowie die vier Bezirkspokalsieger an. Zweite Mannschaften sind nicht teilnahmeberechtigt. Gespielt wird jeweils im K.-o.-System. Nach Ablauf der regulären Spielzeit werden unentschiedene Spiele nicht um zweimal 15 Minuten verlängert, sondern umgehend per Elfmeterschießen entschieden. Ein Endspiel zwischen den Siegern der beiden Wettbewerbsbäume ist nicht vorgesehen. Klassenniedrigere Mannschaften hatten Heimrecht.

## Wettbewerb 3. Liga / Regionalliga

### Teilnehmer
Am Wettbewerb der 3. Liga und der Regionalliga nehmen elf Mannschaften teil
| 3. Liga die niedersächsischen Vereine der Saison 2022/23 | Regionalliga Nord die niedersächsischen Vereine der Saison 2022/23          | Regionalliga Nord die niedersächsischen Vereine der Saison 2022/23 |
| - SV Meppen - VfB Oldenburg - VfL Osnabrück              | - SV Atlas Delmenhorst - SV Drochtersen/Assel - Kickers Emden - TSV Havelse | - VfV 06 Hildesheim - SSV Jeddeloh - Blau-Weiß Lohne - BSV Rehden  |

### Qualifikation
Der BSV Rehden erhielt als Titelverteidiger ein Freilos. Blau-Weiß Lohne erhielt als Sieger des Pokalwettbewerbs der Amateure im Vorjahr ebenfalls ein Freilos. Weitere Freilose gingen nach Losentscheid an den SV Atlas Delmenhorst, den TSV Havelse und den VfV 06 Hildesheim.
| Datum                         |                           | Ergebnis |                     |
| ----------------------------- | ------------------------- | -------- | ------------------- |
| 27. Juli 2022, 19:30 Uhr      | SV Drochtersen/Assel (IV) | 0:2      | VfL Osnabrück (III) |
| 27. Juli 2022, 19:30 Uhr      | SV Meppen (III)           | 0:5      | VfB Oldenburg (III) |
| 14. September 2022, 19:30 Uhr | SSV Jeddeloh (IV)         | 3:1      | Kickers Emden (IV)  |

### Viertelfinale
| Datum                         |                           | Ergebnis        |                      |
| ----------------------------- | ------------------------- | --------------- | -------------------- |
| 21. September 2022, 17:00 Uhr | VfV 06 Hildesheim (IV)    | 0:3             | VfL Osnabrück (III)  |
| 3. Oktober 2022, 15:00 Uhr    | SV Atlas Delmenhorst (IV) | 4:2             | Blau-Weiß Lohne (IV) |
| 12. Oktober 2022, 19:00 Uhr   | BSV Rehden (IV)           | 1:4             | VfB Oldenburg (III)  |
| 2. November 2022, 19:30 Uhr   | SSV Jeddeloh (IV)         | 1:1 (4:3 i. E.) | TSV Havelse (IV)     |

### Halbfinale
| Datum                     |                           | Ergebnis |                     |
| ------------------------- | ------------------------- | -------- | ------------------- |
| 28. April 2023, 18:00 Uhr | SV Atlas Delmenhorst (IV) | 3:1      | VfB Oldenburg (III) |
| 28. April 2023, 18:00 Uhr | SSV Jeddeloh (IV)         | 0:2      | VfL Osnabrück (III) |

### Finale
| Datum                   |                           | Ergebnis |                     |
| ----------------------- | ------------------------- | -------- | ------------------- |
| 3. Juni 2023, 14:15 Uhr | SV Atlas Delmenhorst (IV) | 1:2      | VfL Osnabrück (III) |

Da sich der VfL Osnabrück bereits über die Endplatzierung in der 3. Liga für den DFB-Pokal qualifiziert hatte, ging der Pokal-Startplatz trotz der Finalniederlage an den SV Atlas Delmenhorst.

## Wettbewerb Amateure

### Teilnehmer
Am Wettbewerb der Amateure nehmen die 18 Mannschaften der Oberliga Niedersachsen der Saison 2022/23 sowie die vier Bezirkspokalsieger der Saison 2021/22 teil. Da der FSV Schöningen den Braunschweiger Bezirkspokal gewann und in die Oberliga Niedersachsen aufstieg, rückt der unterlegene Finalist Rot-Weiß Volkmarode nach.
| Oberliga Niedersachsen die Vereine der Saison 2022/23 | Oberliga Niedersachsen die Vereine der Saison 2022/23 | Bezirkspokal die Sieger der Saison 2021/22                                                                        |
| - SV Ahlerstedt/Ottendorf - TuS Bersenbrück - FT Braunschweig - MTV Eintracht Celle - 1. FC Germania Egestorf/Langreder - MTV Gifhorn - SV Arminia Hannover - HSC Hannover - Heeslinger SC | - Lüneburger SK Hansa - VfL Oldenburg - SC Blau-Weiß Papenburg - TSV Pattensen - SV Ramlingen-Ehlershausen - Rotenburger SV - SC Spelle-Venhaus - Lupo Martini Wolfsburg - FSV Schöningen | - SV Ippensen (Lüneburg) - Rot-Weiß Volkmarode (Braunschweig) - SV BE Steimbke (Hannover) - SV Bevern (Weser-Ems) |

### 1. Runde
Der TuS Bersenbrück, MTV Gifhorn, der HSC Hannover, der Heeslinger SC, der SC Blau-Weiß Papenburg der TSV Pattensen, der SV Ramlingen/Ehlershausen, der Rotenburger SV der SC Spelle-Venhaus und Rot-Weiß Volkmarode durch Losentscheid ein Freilos.
| Datum                    |                                       | Ergebnis          |                             |
| ------------------------ | ------------------------------------- | ----------------- | --------------------------- |
| 30. Juli 2022, 17:00 Uhr | 1. FC Germania Egestorf-Langreder (V) | 2:0               | SV Arminia Hannover         |
| 30. Juli 2022, 17:00 Uhr | SV Ippensen (VII)                     | 1:1 (1:3 i. E.)   | Lüneburger SK Hansa (V)     |
| 30. Juli 2022, 18:00 Uhr | FSV Schöningen (V)                    | 4:0               | FT Braunschweig (V)         |
| 31. Juli 2022, 15:00 Uhr | Lupo-Martini Wolfsburg (V)            | 1:3               | MTV Eintracht Celle (V)     |
| 31. Juli 2022, 15:00 Uhr | SV Bevern (VI)                        | 3:3 (10:11 i. E.) | SV BE Steimbke (VI)         |
| 31. Juli 2022, 15:00 Uhr | VfL Oldenburg (V)                     | 3:0               | SV Ahlerstedt/Ottendorf (V) |

### Achtelfinale
| Datum                      |                           | Ergebnis          |                                       |
| -------------------------- | ------------------------- | ----------------- | ------------------------------------- |
| 9. August 2022, 18:30 Uhr  | MTV Eintracht Celle (V)   | 0:2               | 1. FC Germania Egestorf-Langreder (V) |
| 9. August 2022, 18:30 Uhr  | Lüneburger SK Hansa (V)   | 0:0 (11:10 i. E.) | SC Blau-Weiß Papenburg (V)            |
| 9. August 2022, 19:00 Uhr  | FSV Schöningen (V)        | 6:1               | HSC Hannover (V)                      |
| 9. August 2022, 19:00 Uhr  | MTV Gifhorn (V)           | 2:2 (2:4 i. E.)   | SV Ramlingen/Ehlershausen (V)         |
| 9. August 2022, 19:00 Uhr  | Rotenburger SV (V)        | 5:1               | VfL Oldenburg (V)                     |
| 9. August 2022, 19:00 Uhr  | Heeslinger SC (V)         | 0:5               | TuS Bersenbrück (V)                   |
| 9. August 2022, 19:30 Uhr  | Rot-Weiß Volkmarode (VII) | 2:2 (1:4 i. E.)   | TSV Pattensen (V)                     |
| 23. August 2022, 19:30 Uhr | SV BE Steimbke (VI)       | 2:5               | SC Spelle-Venhaus (V)                 |

### Viertelfinale
| Datum                       |                               | Ergebnis |                                       |
| --------------------------- | ----------------------------- | -------- | ------------------------------------- |
| 3. Oktober 2022, 15:00 Uhr  | FSV Schöningen (V)            | 4:2      | TSV Pattensen (V)                     |
| 3. Oktober 2022, 15:00 Uhr  | Lüneburger SK Hansa (V)       | 0:5      | SC Spelle-Venhaus (V)                 |
| 3. Oktober 2022, 15:00 Uhr  | TuS Bersenbrück (V)           | 2:0      | Rotenburger SV (V)                    |
| 9. November 2022, 19:30 Uhr | SV Ramlingen-Ehlershausen (V) | 0:3      | 1. FC Germania Egestorf-Langreder (V) |

### Halbfinale
| Datum                     |                     | Ergebnis        |                                       |
| ------------------------- | ------------------- | --------------- | ------------------------------------- |
| 10. April 2023, 15:00 Uhr | TuS Bersenbrück (V) | 0:0 (3:0 i. E.) | 1. FC Germania Egestorf-Langreder (V) |
| 10. April 2023, 15:00 Uhr | FSV Schöningen (V)  | 1:2             | SC Spelle-Venhaus (V)                 |

### Finale
| Datum                   |                     | Ergebnis |                       |
| ----------------------- | ------------------- | -------- | --------------------- |
| 29. Mai 2023, 15:00 Uhr | TuS Bersenbrück (V) | 3:0      | SC Spelle-Venhaus (V) |